# نورمان ماي
نورمان ماي (بالإنجليزية: Norman May)‏ هو معلق رياضي وصحفي أسترالي، ولد في 14 فبراير 1928، وتوفي في 11 سبتمبر 2016 في سيدني في أستراليا.

## وصلات خارجية
- نورمان ماي على موقع أوليمبيديا (الإنجليزية)
- نورمان ماي على موقع قاعة أستراليا للمشاهير الرياضية (الإنجليزية)

- نورمان ماي على موقع IMDb (الإنجليزية)